# Rio perene
Rios perenes são aqueles em que há sempre água fluindo em seu leito, em contraste com os rios intermitentes, nos quais a água desaparece nos períodos de estiagem. A maioria dos rios é perene, e os temporários estão em zonas de clima árido e clima semiárido, como nos desertos do Saara e Australiano ou no sertão nordestino do Brasil.

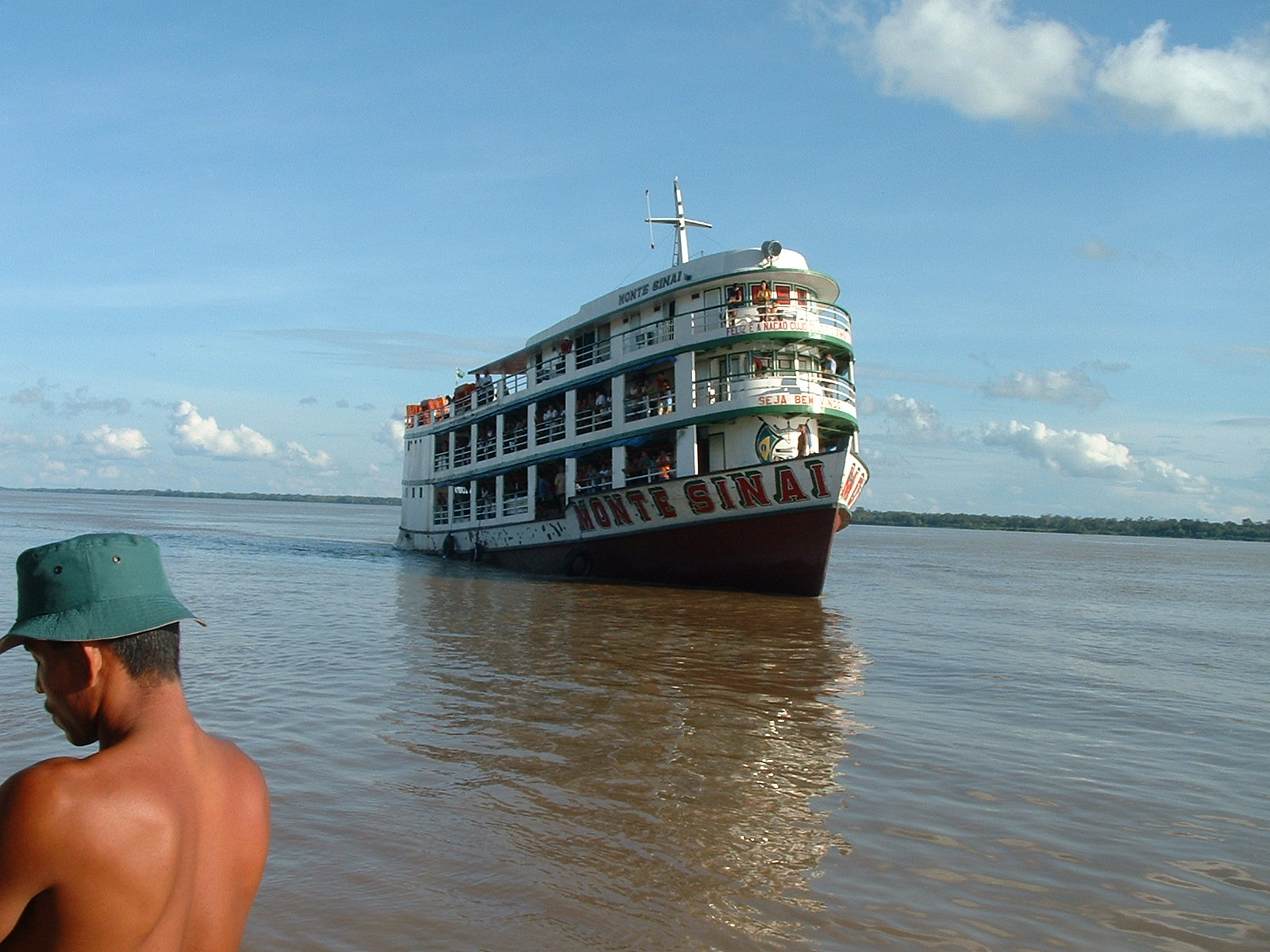
Barco no rio Amazonas, no Brasil. O rio Amazonas é um exemplo de rio perene.